# Вилхелм фон Хонщайн
Вилхелм фон Хонщайн (на немски: Wilhelm III von Hohnstein, Honstein, Hohenstein; * ок. 1470, † 29 юни 1541, Цаберн, Елзас) е от 1506 до 1541 г. епископ на Страсбург.

## Живот
Той произлиза от тюрингския род на графовете на Хонщайн. Син е на граф Ернст IV фон Хонщайн-Клетенберг (* ок. 1440; † 1508) и първата му съпруга Маргарета фон Ройс-Гера (* ок. 1440; † 1497), дъщеря на Хайнрих X „Млади“ фон Гера-Шлайц (1415 – 1451/1452) и графиня Анна фон Хенеберг-Рьомхилд (1424 – 1467). Брат е на Ернст IV (*ок. 1440; † 1508), граф на Хонщайн, Магдалена (* ок. 1480; † 1504), Анна (* ок. 1490; † 1559).
Вилхелм получава образованието си първо при чичо му, архиепископа на Майнц, Бертхолд фон Хенеберг. От 1486 до 1495 г. той следва право и хуманизъм в Ерфурт, Падуа и Фрайбург. През 1505 г. става генералвикар в Майнц. През 1505 г. кандидатства за епископ в Страсбург. През 1507 г. се настанява в Страсбург.
Той е на страната на императорите Максимилиан I и Карл V. Присъства на имперските събрания от 1507 г. в Констанц, 1510 г. в Аугсбург, 1512 г. в Кьолн и Трир и през 1521 във Вормс.
Хонщайн подкрепя музиката, изкуството и литературата. Той построява библиотека („Liberey“) и купува сбирката от книгите на хуманиста Якоб Шпигел. В катедралата на Страсбург той построява капелата „Св. Мартин“.
Вилхелм фон Хонщайн умира тежко болен от гихт в резиденцията си в Цаберн и е погребан там.
- Епископията в Цаберн (Саверн)
- Гробният камък на Вилхелм фон Хонщайн в църквата „Notre-Dame-de-la-Nativité“, Саверн